# Marta iz Betanije
Sveta Marta iz Betanije (judeo-aramejski מַרְתָּא Martâ) je biblijska osoba i svetica opisana u Evanđeljima po Luki i Ivanu. Zajedno s bratom Lazarom i Marijom stanovala je u selu Betaniji kraj Jeruzalema. Bila je svjedokom Isusovog uskrsnuća njenog umrlog brata.

## Životopis

### Novozavjetni spisi
Prema Evanđelju po Luki:
Marta je pozvala sestru Mariju, da joj pomogne, a Isus je odgovorio da je Marija u pravu, jer je potrebno samo jedno, "jedna stvar" koja očigledno znači slušanje Isusovih učenja. To je u skladu s Isusovim riječima, da čovjek ne živi samo o kruhu, nego po svakoj Božjoj riječi (Lk 4,4) To se često tumači kao veća važnost duhovnih vrijednosti nad materijalnim poslovima, poput pripreme hrane. Isus time nikako nije želio zanijekati vrijednost svakodnevnih kućanskih poslova kojima se tolike žene bave, već je samo htio uspostaviti stanoviti poredak vrijednosti. Prije svega treba tražiti Kraljevstvo nebesko i pobrinuti se za potrebe duha. Crkva časti svetu Martu kao sveticu i predanu zaštitnicu te utjehu domaćica, čiji su svakodnevni napori nerijetko slabo priznati.
U Evanđelju, Martu susrećemo još i kada je umro njezin brat Lazar. Znajući kako se Isus približava Betaniji, kako bi se oprostio od svoga preminuloga prijatelja, trči Mu ususret. Dolazi ususret Isusu i govori Mu: “Da si Ti bio ovdje moj brat ne bi umro! No, znadem da će Te Bog i sada uslišiti u svemu što Ga zaišteš!” Isus joj reče: "Brat će tvoj uskrsnuti." Marta mu odgovori: "Znam, da će uskrsnuti o uskrsnuću u posljednji dan." Isus joj ponovno reče: "Ja sam uskrsnuće i život. Tko vjeruje u mene, ako i umre, živjet će. I ni jedan, koji živi i vjeruje u mene, neće umrijeti dovijeka. Vjeruješ li to?" Ona mu odgovori: "Da, Gospodine, ja vjerujem, da si ti Krist, Sin Božji, koji je imao doći na ovaj svijet." (Iv 11, 21-27) Malo nakon toga, Isus je uskrsnuo Lazara.

## Štovanje
Sveta Marta bila je vrlo popularna u srednjem vijeku, hvalila se njena vrlina gostoljubivosti, primila je Krista u svoj dom i posluživala ga za razliku od svoje kontemplativne sestre Marije.
Prema provansalskoj tradiciji, Marta se nakon Kristove smrti naselila u Provansi u Saintes-Maries-de-la-Mer u Francuskoj s Lazarom i Marijom. U Tarasconu je u njezinu čast podignuta kraljevska kolegijalna crkva, na mjestu njezine navodne grobnice.

### Svetišta
Nepotpun popis
- Crkva sv. Marte u Bijaćima
- Župa sv. Marte, Šišinec